# Pipizella mongolorum
Pipizella mongolorum är en tvåvingeart som beskrevs av Stackelberg 1952. Pipizella mongolorum ingår i släktet rotlusblomflugor, och familjen blomflugor.
Artens utbredningsområde är Mongoliet. Inga underarter finns listade i Catalogue of Life.